# Aumontzey
Aumontzey  foi uma antiga comuna francesa na região administrativa de Grande Leste, no departamento de Vosges. Estendia-se por uma área de 3,37 km². 
Em 1 de janeiro de 2016, foi incorporada a nova comuna de Granges-Aumontzey.